# Patricio Camps
Patricio Alejandro Camps (ur. 22 stycznia 1972 w Buenos Aires) – argentyński piłkarz pochodzenia ukraińskiego, grający na pozycji ofensywnego pomocnika lub napastnika, reprezentant Argentyny.

## Kariera piłkarska

### Kariera klubowa
Wychowanek klubu Vélez Sarsfield, w którym rozpoczął karierę piłkarską. W sezonie 1994/95 bronił barw CA Banfield. W 2000 wiosną grał w greckim PAOK FC, ale powrócił do Vélez Sarsfield. W 2002 wyjechał do Meksyku, gdzie został piłkarzem Tecos UAG Guadalajara. W 2003 na krótko powrócił do Argentyny, gdzie występował w Quilmes Atlético Club, po czym przeszedł do paragwajskiego klubu Club Olimpia, w którym w 2004 zakończył karierę piłkarską.

### Kariera reprezentacyjna
W 1992 i 1998 występował w narodowej reprezentacji Argentyny. Łącznie rozegrał 2 gry. Tak jak jego matka Olga Nazaryk (ukr. Ольга (Ольвія) Назарик) była Ukrainką, to wyraził chęć bronić barw narodowej reprezentacji Ukrainy, ale przez swój ówczesny wiek (32 lata) nie został zaakceptowany przez selekcjonerów Zbirnoi.

## Sukcesy i odznaczenia

### Sukcesy klubowe
- mistrz Argentyny: 1993 (Clausura), 1995 (Apertura), 1996 (Clausura), 1998 (Clausura)
- zdobywca Copa Libertadores: 1994
- zdobywca Copa Interamericana: 1995
- zdobywca Supercopa Sudamericana: 1996
- zdobywca Recopa Sudamericana: 1997